# إيفيكا يوفانوفيتش
إيفيكا يوفانوفيتش هو لاعب كرة قدم صربي في مركز الهجوم، ولد في 4 ديسمبر 1987 في زاييتشار في صربيا. لعب مع تيموك زاييتشار وراد بيوغراد ورادنيتشكي نيش ونادي أو إف كيه بيوغراد ونادي رودار بليفليا ونادي لوكيرين.

## وصلات خارجية
- إيفيكا يوفانوفيتش على موقع قاعدة بيانات كرة القدم.إي يو (الإنجليزية)
- إيفيكا يوفانوفيتش على موقع Soccerway.com (الإنجليزية)